# Stellar Assault
Stellar Assault (nommé Shadow Squadron aux États-Unis) est un jeu vidéo d'action sorti en 1995 sur 32X. Le jeu a été développé et édité par Sega.